# Episothalma
Episothalma is een geslacht van vlinders van de familie spanners (Geometridae), uit de onderfamilie Geometrinae.

## Soorten
- E. cognataria Swinhoe, 1903
- E. obscurata Warren, 1896
- E. ocellata Swinhoe, 1893
- E. robustaria Guenée, 1857
- E. sequestrata Prout, 1917
- E. subaurata Warren, 1899